# Электронный парамагнитный резонанс
Электронный парамагнитный резонанс (ЭПР) — физическое явление, открытое Евгением Константиновичем Завойским в Казанском государственном университете. На основе этого явления был развит метод спектроскопии, который зарегистрирован в Государственном реестре научных открытий СССР как научное открытие № 85 с приоритетом от 12 июля 1944 года .

## Суть
Суть явления электронного парамагнитного резонанса заключается в резонансном поглощении электромагнитного излучения неспаренными электронами. Электрон имеет спин {\displaystyle S=1/2} и ассоциированный с ним магнитный момент.
Если поместить свободный радикал с результирующим моментом количества движения J в магнитном поле с напряжённостью B0, то для J, отличного от нуля, в магнитном поле снимается вырождение, и в результате взаимодействия с магнитным полем возникает 2J+1 уровней, положение которых описывается выражением: W = gβB0M, (где М = +J, +J-1, …-J) и определяется Зеемановским взаимодействием магнитного поля с магнитным моментом J. Расщепление энергетических уровней электрона показано на рисунке.

Если теперь к парамагнитному центру приложить электромагнитное поле с частотой ν, поляризованное в плоскости, перпендикулярной вектору магнитного поля B0, то оно будет вызывать магнитные дипольные переходы, подчиняющиеся правилу отбора ΔМ = 1. При совпадении энергии электронного перехода с энергией фотона электромагнитной волны будет происходить резонансное поглощение СВЧ излучения. Таким образом, условие резонанса определяется фундаментальным соотношением магнитного резонанса
 

 Поглощение энергии СВЧ поля наблюдается в том случае, если между уровнями существует разность заселённостей.
При тепловом равновесии существует небольшая разность заселённостей зеемановских уровней, определяемая больцмановским распределением {\displaystyle N_{+}/N_{-}} = exp(gβB0/kT). В такой системе при возбуждении переходов очень быстро должно наступить равенство заселённостей энергетических подуровней и исчезнуть поглощение СВЧ поля. Однако, в действительности существует много различных механизмов взаимодействия, в результате которых электрон безызлучательно переходит в первоначальное состояние. Эффект неизменности интенсивности поглощения при увеличении мощности возникает за счёт электронов, не успевающих релаксировать, и называется насыщением. Насыщение появляется при высокой мощности СВЧ излучения и может заметно исказить результаты измерения концентрации центров методом ЭПР.

## Значение метода
Метод ЭПР даёт уникальную информацию о парамагнитных центрах. Он однозначно различает примесные ионы, изоморфно входящие в решётку от микровключений. При этом получается полная информация о данном ионе в кристалле: валентность, координация, локальная симметрия, гибридизация электронов, сколько и в какие структурные положения электронов входит, ориентирование осей кристаллического поля в месте расположения этого иона, полная характеристика кристаллического поля и детальные сведения о химической связи. И, что очень важно, метод позволяет определить концентрацию парамагнитных центров в областях кристалла с разной структурой.
Но спектр ЭПР это не только характеристика иона в кристалле, но и самого кристалла, особенностей распределения электронной плотности, кристаллического поля, ионности-ковалентности в кристалле и наконец просто диагностическая характеристика минерала, так как каждый ион в каждом минерале имеет свои уникальные параметры. В этом случае парамагнитный центр является своеобразным зондом, дающим спектроскопические и структурные характеристики своего микроокружения.
Это свойство используется в т. н. методе спиновых меток и зондов, основанном на введении стабильного парамагнитного центра в исследуемую систему. В качестве такого парамагнитного центра, как правило, используют нитроксильный радикал, характеризующийся анизотропными g и A тензорами.

## Техника получения спектров
Существует два основных типа спектрометров: первый основан на непрерывном, второй — на импульсном воздействии на образец.
В спектрометрах непрерывного излучения обычно регистрируется не линия резонансного поглощения, а производная этой линии. Это связано, во-первых, с большей чёткостью проявления отдельных линий в сложных спектрах, во-вторых, с техническими удобствами регистрации первой производной. Резонансному значению магнитного поля отвечает пересечение первой производной с нулевой линией, ширина линии измеряется между точками максимума и минимума.
Из приведенного выше уравнения следует, что резонансное поглощение СВЧ энергии может произойти либо при изменении длины волны, либо при изменении напряжённости магнитного поля. Спектры ЭПР обычно регистрируются при постоянной частоте СВЧ излучения при изменении магнитного поля. Это обусловлено специфичностью элементов СВЧ техники, характеризующиеся узкой полосой пропускания. Для увеличения чувствительности метода используют высокочастотную модуляцию магнитного поля B0, при этом фиксируется производная спектра поглощения. Диапазон регистрации ЭПР определяется частотой ν или длиной волны λ СВЧ излучения при соответствующей напряженности магнитного поля B0 (см. таблицу).
Наиболее часто эксперименты проводятся в X- и в Q-диапазонах длин волн. Это обусловлено тем, что волноводные СВЧ тракты приборов с такими частотами регистрации изготавливались из разработанной к тому времени элементной базы радиолокационной техники. Магнитное поле в таких ЭПР спектрометрах создается электромагнитом. Возможности метода существенно расширяются при переходе в более высокочастотные диапазоны СВЧ. Можно отметить следующие преимущества миллиметровой ЭПР спектроскопии:
1. Основным преимуществом ЭПР спектроскопии миллиметрового диапазона является высокое спектральное разрешение по g-фактору, пропорциональное частоте регистрации ν или напряженности внешнего магнитного поля B0 (см. верхнюю иллюстрацию).
2. При ν > 35 ГГц насыщение парамагнитных центров достигается при меньшем значении СВЧ поляризующего поля из-за экспоненциальной зависимости числа возбужденных спинов от частоты регистрации. Этот эффект успешно используется при исследовании релаксации и динамики парамагнитных центров.
3. В высоких магнитных полях существенно уменьшается кросс-релаксация парамагнитных центров, что позволяет получать более полную и точную информацию об исследуемой системе.
4. В миллиметровых диапазонах ЭПР увеличивается чувствительность метода к ориентации разупорядоченных систем в магнитном поле.
5. Благодаря большей энергии СВЧ квантов в этих диапазонах появляется возможность исследования спиновых систем с большим расщеплением в нулевом поле.
6. При регистрации спектров ЭПР в высоких магнитных полях они становятся более простыми из-за уменьшения эффектов второго порядка.
7. В высоких магнитных полях увеличивается информативность импульсных методов, например, ENDOR.

Использование электромагнитов для создания магнитного поля выше 1.5 Тл при ν > 35 ГГц оказалось невозможным ввиду фундаментальных ограничений классических магнитов, поэтому в ЭПР спектрометрах миллиметровых диапазонов используется криостат со сверхпроводящим соленоидом. Первый многофункциональный ЭПР спектрометр D-диапазона был разработан и создан в 70-х годах XX века в Институте химической физики АН СССР под руководством профессора Я. С. Лебедева при участии Группы ЭПР исследований низкоразмерных соединений Отделения Института химической физики в Черноголовке (ныне Институт проблем химической физики РАН) и Донецкого физико-технического института АН УССР под руководством Л. Г. Оранского. Указанные преимущества метода были продемонстрированы при исследовании различных систем в D-диапазоне ЭПР.  В конце XX века немецкой фирмой Bruker начат выпуск малой серии ЭПР спектрометров W-диапазона.

## Использованная литература
1. С. А. Альтшулер, Б. М. Козырев, Электронный парамагнитный резонанс. М.: Физматиз, 1961.
2. С. А. Альтшулер, Б. М. Козырев, Электронный парамагнитный резонанс соединений элементов промежуточных групп. М.: Наука, 1972.
3. Ондар М. А., А. А. Дубинский, О. Я. Гринберг, Я. С. Лебедев Определение магнитных параметров нитроксильных бирадикалов по спектрам ЭПР 2-х мм диапазона //ЖСХ, № 4. −1981. — С. 27- 33
4. А. А. Галкин, О. Я. Гринберг, А. А. Дубинский, Н. Н. Кабдин, В. Н. Крымов, В. И. Курочкин, Я. С. Лебедев, Л. Г. Оранский, В. Ф. Шувалов, Приборы и техника эксперимента, 4 (1977) 284—284.
5. V.I. Krinichnyi, 2-mm Wave Band EPR Spectroscopy of Condensed Systems. Boca Raton: CRC Press, 1995.
6. Новожилов А.И. / Электронный парамагнитный резонанс в облученном фенаките / Самойлович М.И., Карачковская Алла Николаевна. // Журнал структурной химии. 1970. - Т. 11. - № 3. - С. 428-432.
7. Novozhilov A. I., Samoilovich M. I., Karachkovskaya A. N. 1970, Electron paramagnetic resonance in irradiated phenacite Be2SiO4. Journal of Structural Chemistry, vol. 11, pp. 393–396.